# کامپانیا (تاسمانی)
کامپانیا (به انگلیسی: Campania) یک شهرک در استرالیا است که در تاسمانی واقع شده‌است.